# Piercia manengouba
Piercia manengouba là một loài bướm đêm trong họ Geometridae.